# Шарли ебдо
Шарли ебдо (фр. Charlie Hebdo, : ) француски је сатирични часопис. Први пут се појавио у Паризу 1992. године са седмичним тиражем од око 140.000 примјерака. Један од његових оснивача је Франсоа Кавана.
Први дио имена часописа — Шарли — потиче од француске верзије имена Чарлија Брауна из стрипа Peanuts те указује на почетке овог часописа у области стрип-магазина, док је други дио назива — ебдо — у француском језику скраћеница за седмични магазин или новине (фр. hebdomadaire).
У политичком погледу, Шарли ебдо је оријентисан ’улијево’, али је своје крајње љевичарско усмјерење напустио, уз изузетак оштрог антиклерикализма, те се сада углавном позиционира у политичком центру.

## Историја и контроверзе
Шарли ебдо је настао 1969. године из анархистичког магазина Хара-кири, који је од 1960. излазио мјесечно те након неког времена био забрањен. Магазин Хара-кири је 1985. године због слабог пријема код читалаца престао са излажењем.
Након 1970. године, када је забрањено и истовремено објављивано седмично издање магазина Ебдо Хара-кири, ранији уредници и новинари Хара-кирија основали су седмични магазин Шарли ебдо. Ово седмично издање је 1981. године укинуто након издвајања 580. броја. Међутим, редакција Шарли ебдоа је поново заживјела 1992. године.
Шарли ебдо је 2006. године био један од малобројних медија који су приказали карикатуре Мухамеда првобитно објављене у данском Јиланд-постенсу; оригиналне карикатуре су допунили и својим, о муслиманима уопште. Кровна организација француских муслимана, Француски сабор муслиманске вјере (фр. Conseil français du culte musulman, CFCM), због тога је поднијела судску тужбу против Шарли ебдоа, али га је надлежни париски суд ослободио кривице.
Шарли ебдо је 1. марта 2006. године објавио Manifest 12, у којем је навео изјаве дванаест муслиманских интелектуалаца из области културе који су окарактерисали исламизам као нову свјетску тоталитарну пријетњу. Међу потписаним, поред Ајана Хирсија Алија, Салмана Рушдија и девет других особа, био је и тадашњи директор редакције Филип Вал.
Након што је карикатуриста Луз у 1011. издању листа објавио карикатуру Мухамеда уз шаљиви текст, на уредништво Шарли ебдоа у 20. арондисману Париза новембра 2011. године бачена је бомба и изазван пожар, а веб-сајт им је хакован. Разлог је био што се ово издање часописа преименовало у Шарија ебдо, а као главни и одговорни уредник навео Мухамед; на насловници се нашла карикатура Мухамеда, а у облачићу поред је писало 100 coups de fouet, si vous n'êtes pas morts de rire (100 удараца бичем ако не умрете од смијеха). Ово је био рад Луза (Реналд Лузије), познатог сатиричног карикатуристе; он је нацртао прво издање листа после великог напада из 2015, и то са Мухамедом како држи знак на којем пише Je suis Charlie (Ја сам Чарли) и са насловом Tout est pardonné (Све је опроштено). Луз је напустио редакцију Шарли ебдоа у октобру 2015. године. Занимљиво је да је умало био једна од жртава напада из 2015. (на свој рођендан), али је закаснио на посао и дошао након терористичког чина.
Шарли ебдо је поново објавио карикатуру која је изазвала негативне критике јавности; наиме, карикатура објављена 13. јануара 2016. године приказује расистичке сцене сиријског дјечака Ајлана Крудија како изводи сексуалне нападе на улицама Келна.

## Напад на редакцију
Напад на редакцију листа Шарли ебдо догодио се 7. јануара 2015. године, око 11.30 часова по Средњоевропском времену (CET), када су двојица маскираних наоружаних нападача упала у сједиште француског сатиричног листа Шарли ебдо у Паризу. Они су усмртили 12 људи, укључујући 10 запослених и 2 полицајца, а ранили 11 других особа.
Већ 11. јануара 2016. године, око 2 милиона људи — укључујући и 40 светских вођа — окупило се у Паризу на митингу националног јединства, док се 3,7 милиона људи придружило демонстрацијама широм Француске. Фраза Ја сам Чарли (фр. Je suis Charlie, : ) постала је уобичајен слоган подршке како жртвама тако и слободи медија у друштву.
Редакција сада много популарнијег Шарли ебдоа се опоравила и наставила да ради са још већим успјехом; сљедеће издање часописа се продало у више од 7,95 милиона копија на шест језика, наспрам уобичајеног тиража од 60.000 на само једном језику (француском).
Убијени у нападу су:
- Фредерик Боасо (42)
- Франк Бринсоларо (49)[13]
- Жан Кабу (76)
- Елза Каја (54)[14][15][16]
- Стефан Шарбоније (47)
- Филип Оноре (73)
- Бернар Мари (68)[17][18]
- Амед Мерабе (42)[19]
- Мустафа Орад (60)[20]
- Мишел Рено (69)[21]
- Бернар Верлак (57)[22]
- Жорж Воленски (80)[23]

У нападу је убијена само једна жена, а гостујући на Си-Ен-Ену Кајин нећак је спекулисао о убиству и изјавио да су нападачи „штедјели све жене а она је била једина [од жена које су биле] Јеврејка” те да је Каја примала анонимне телефонске позиве једно вријеме у којима јој је неко говорио: „Прљава Јеврејко, требало би да престанеш радити за Шарли ебдо јер ћемо те у противном убити.”